# Ella Mikkola
Ella Mikkola (* 10. November 2007) ist eine finnische Leichtathletin, die sich auf den Hochsprung spezialisiert hat.

## Sportliche Laufbahn
Erste internationale Erfahrungen sammelte Ella Mikkola im Jahr 2024, als sie bei den U18-Europameisterschaften in Banská Bystrica mit übersprungenen 1,78 m den vierten Platz belegte. Im Jahr darauf gewann sie bei den U20-Europameisterschaften in Tampere mit 1,89 m die Silbermedaille.
2025 wurde Mikkola finnische Meisterin im Hochsprung.